# Abu Tina
Abu Tina (arab. أبو تينة) – wieś w Syrii, w muhafazie Al-Hasaka. W 2004 roku liczyła 301 mieszkańców.